# Basedow (Mecklemburgo-Pomerânia Ocidental)
Basedow é um município da Alemanha, situado no distrito de Mecklenburgische Seenplatte, no estado de Mecklemburgo-Pomerânia Ocidental. Tem 35,41 km² de área, e sua população em 2019 foi estimada em 698 habitantes.